# Subeucalanus subcrassus
Subeucalanus subcrassus är en kräftdjursart som först beskrevs av Giesbrecht 1888.  Subeucalanus subcrassus ingår i släktet Subeucalanus och familjen Eucalanidae. Inga underarter finns listade i Catalogue of Life.